# هایهم گوبیون
هایهم گوبیون (به انگلیسی: Higham Gobion) یک روستا در بریتانیا است که در Central Bedfordshire واقع شده‌است.